# Alex Warren
Alexander Warren Hughes (n. 18 septembrie 2000, Carlsbad⁠(d), California, SUA) este un cântăreț, compozitor, YouTuber și influencer american. A fost membru fondator al grupului colaborativ TikTok The Hype House din 2019 până în 2022. A început să facă muzică independent în 2021, înainte de a semna cu Atlantic Records în anul următor. Single-ul său din 2024, „Burning Down”, de pe albumul său de studio de debut, You'll Be Alright, Kid (Chapter 1) (2024), a fost prima sa melodie care a apărut în topul Billboard Hot 100. Single-ul său din 2025, „Ordinary”, a ajuns în fruntea clasamentelor din mai multe țări, inclusiv Australia, Canada, SUA și Regatul Unit (aici staționând pe prima poziție timp de 13 săptămâni).

## Tinerețea
Alexander Warren Hughes s-a născut la 18 septembrie 2000, în California. Are un frate și două surori. Tatăl său s-a stins din cauza cancerului la rinichi când Warren avea 9 ani, iar mama sa, care era alcoolică, l-a gonit din casă când băiatul avea 18 ani fiind rămas fără adăpost și culcându-se în mașinile oamenilor. Ea a decedat în 2021.